# 宜良北站
宜良北站是位于云南省宜良县北古城镇的一个铁路车站，建于1997年，邮政编码652100，距宜良县城约11公里。
宜良北站目前为四等站，隶属昆明铁路局管辖，西距昆明站83公里，东距威舍站225公里，南宁站745公里。该站仅办理昆明与威舍间普慢列车的旅客乘降；办理行李、包裹托运；货运办理整车货物发到；不办理整车爆炸品及整车一级氧化剂发到。

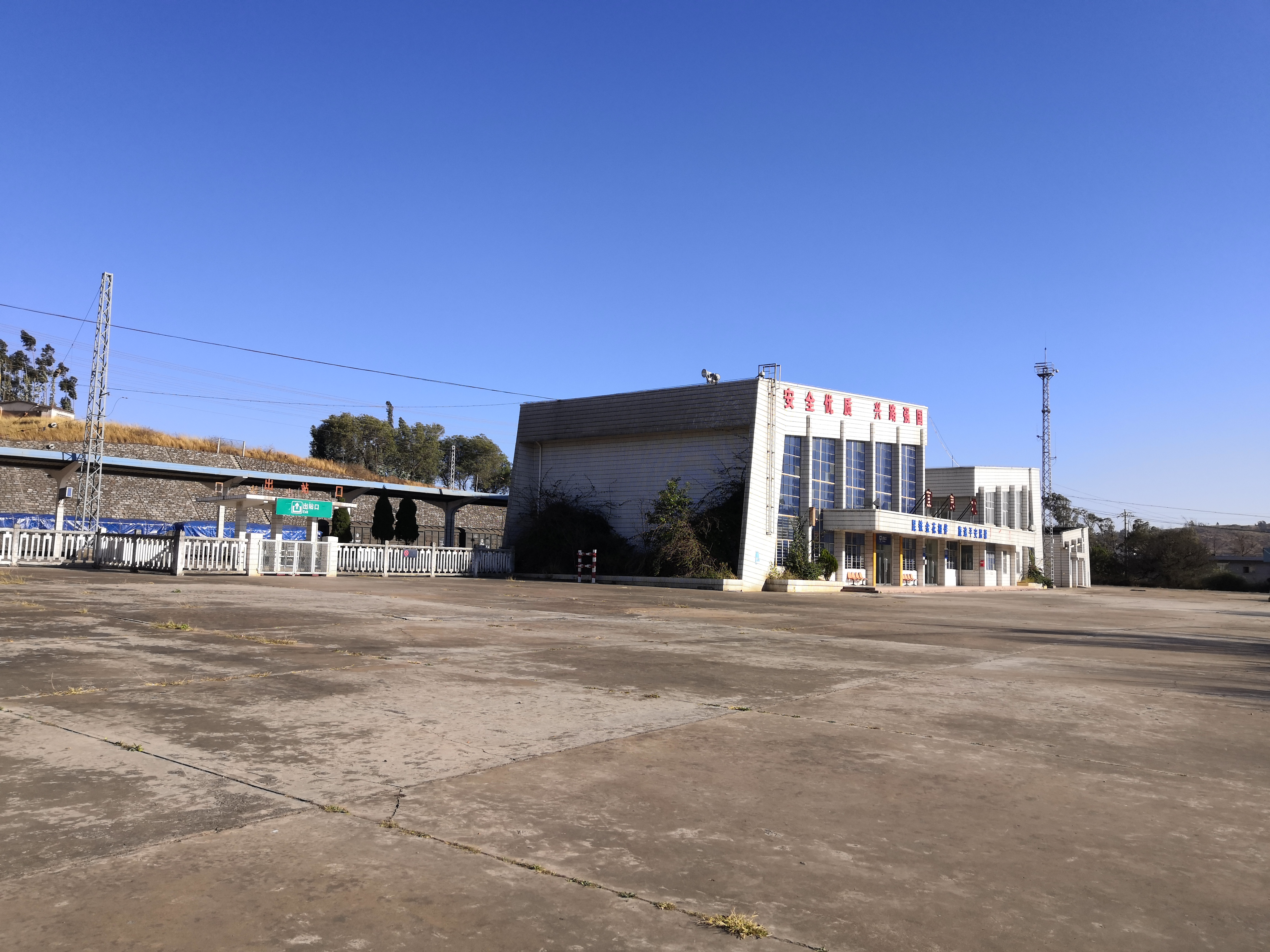
2019年，宜良北站站前广场